# Hastingues
Ne doit pas être confondu avec Hastings.
Hastingues est une commune française, située dans le département des Landes en région Nouvelle-Aquitaine.
Le gentilé est Hastinguot.
La bastide de Hastingues est un site naturel inscrit par l'arrêté ministériel du 18 juillet 1968, pour une superficie de 6,5 ha.

## Géographie

### Localisation
La ville haute, installée sur un promontoire, domine la plaine du Pays d'Orthe, que traversent les gaves réunis, au sud du département des Landes et en limite de celui des Pyrénées-Atlantiques.
Deux barthes (prairies basses, plaines alluviales recouvertes par les eaux en période de crue) encadrent le site.

### Communes limitrophes
Les communes limitrophes sont Oeyregave, Orthevielle, Peyrehorade, Bardos, Bidache, Came, Guiche et Sames.
|                                | Orthevielle     | Peyrehorade  |
| Sames (P.-A.)                  | Hastingues      | Oeyregave    |
| Guiche (P.-A.), Bardos (P.-A.) | Bidache (P.-A.) | Came (P.-A.) |

### Climat
Pour des articles plus généraux, voir Climat de la Nouvelle-Aquitaine et Climat des Landes.
Historiquement, la commune est exposée à un micro climat océanique basque.  
En 2020, Météo-France publie une typologie des climats de la France métropolitaine dans laquelle la commune est dans une zone de transition entre le climat océanique et le climat de montagne et est dans la région climatique  Pyrénées atlantiques, caractérisée par une pluviométrie élevée (>1 200 mm/an) en toutes saisons, des hiver très doux (7,5 °C en plaine) et des vents faibles.
Pour la période 1971-2000, la température annuelle moyenne est de 13,8 °C, avec une amplitude thermique annuelle de 13,7 °C. Le cumul annuel moyen de précipitations est de 1 338 mm, avec 12,7 jours de précipitations en janvier et 8 jours en juillet. Pour la période 1991-2020, la température moyenne annuelle observée sur la station météorologique la plus proche, située sur la commune de Bidache à 6 km à vol d'oiseau, est de 14,5 °C et le cumul annuel moyen de précipitations est de 1 455,6 mm,. Pour l'avenir, les paramètres climatiques de la commune estimés pour 2050 selon différents scénarios d’émission de gaz à effet de serre sont consultables sur un site dédié publié par Météo-France en novembre 2022.

## Urbanisme

### Typologie
Au 1er janvier 2024, Hastingues est catégorisée commune rurale à habitat très dispersé, selon la nouvelle grille communale de densité à sept niveaux définie par l'Insee en 2022.
Elle est située hors unité urbaine. Par ailleurs la commune fait partie de l'aire d'attraction de Peyrehorade, dont elle est une commune de la couronne,. Cette aire, qui regroupe 3 communes, est catégorisée dans les aires de moins de 50 000 habitants,.

### Occupation des sols

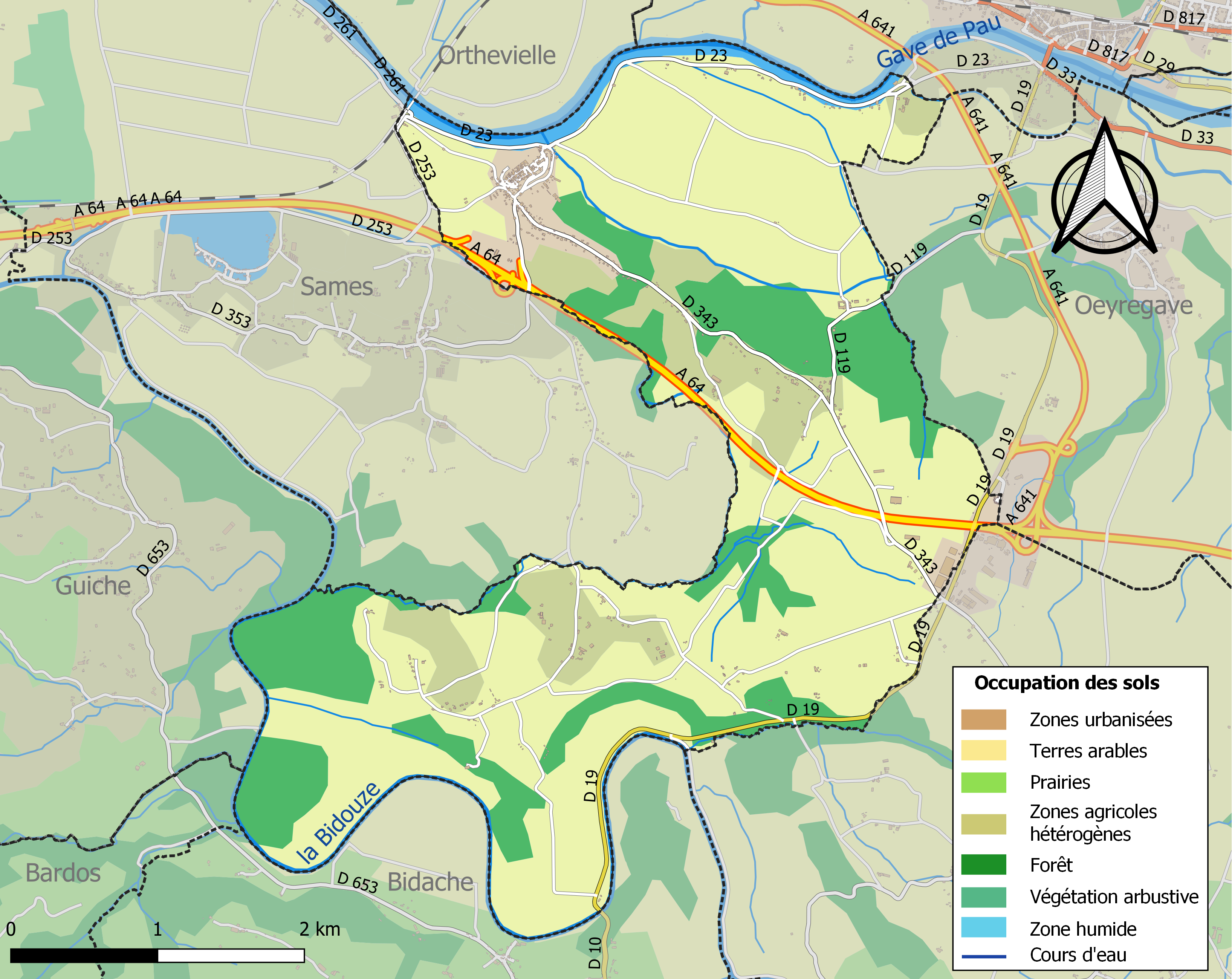
Carte des infrastructures et de l'occupation des sols de la commune en 2018 (CLC).

L'occupation des sols de la commune, telle qu'elle ressort de la base de données européenne d’occupation biophysique des sols Corine Land Cover (CLC), est marquée par l'importance des territoires agricoles (72,8 % en 2018), en diminution par rapport à 1990 (76,2 %). La répartition détaillée en 2018 est la suivante :  terres arables (61,6 %), forêts (21,4 %), zones agricoles hétérogènes (11,1 %), zones urbanisées (3,1 %), eaux continentales (2 %), zones industrielles ou commerciales et réseaux de communication (0,8 %). L'évolution de l’occupation des sols de la commune et de ses infrastructures peut être observée sur les différentes représentations cartographiques du territoire : la carte de Cassini (XVIIIe siècle), la carte d'état-major (1820-1866) et les cartes ou photos aériennes de l'IGN pour la période actuelle (1950 à aujourd'hui).

### Risques majeurs
Le territoire de la commune d'Hastingues est vulnérable à différents aléas naturels : météorologiques (tempête, orage, neige, grand froid, canicule ou sécheresse), inondations, mouvements de terrains et séisme (sismicité modérée). Il est également exposé à un risque technologique,  le transport de matières dangereuses. Un site publié par le BRGM permet d'évaluer simplement et rapidement les risques d'un bien localisé soit par son adresse soit par le numéro de sa parcelle.

#### Risques naturels
Certaines parties du territoire communal sont susceptibles d’être affectées par le risque d’inondation par débordement de cours d'eau, notamment le Gave de Pau et la Bidouze. La commune a été reconnue en état de catastrophe naturelle au titre des dommages causés par les inondations et coulées de boue survenues en 1988, 1990, 1999, 2009, 2013, 2014, 2018, 2019 et 2021,.
Les mouvements de terrains susceptibles de se produire sur la commune sont des tassements différentiels.

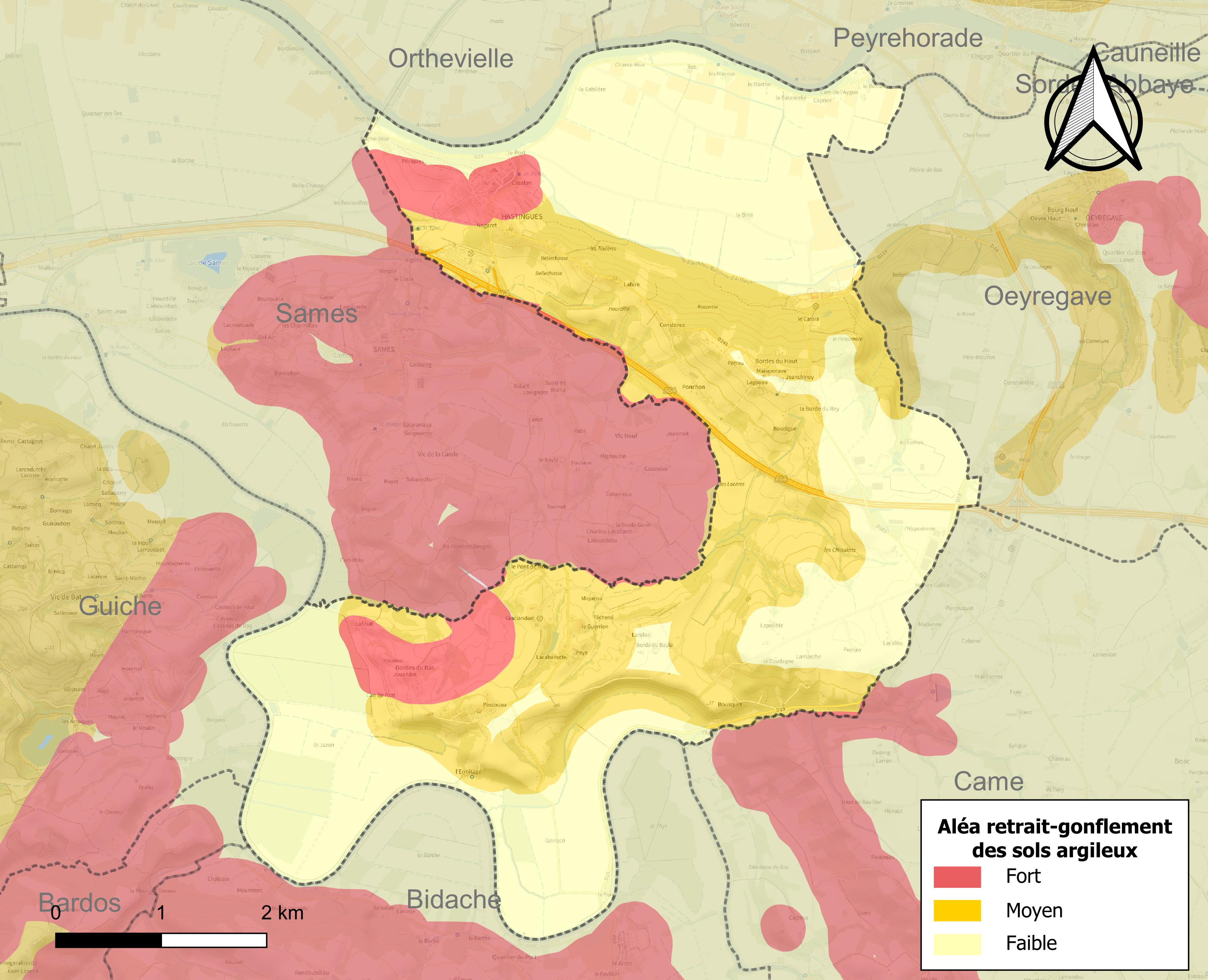
Carte des zones d'aléa retrait-gonflement des sols argileux d'Hastingues.

Le retrait-gonflement des sols argileux est susceptible d'engendrer des dommages importants aux bâtiments en cas d’alternance de périodes de sécheresse et de pluie. 48,1 % de la superficie communale est en aléa moyen ou fort (19,2 % au niveau départemental et 48,5 % au niveau national). Sur les 285 bâtiments dénombrés sur la commune en 2019,  226 sont en aléa moyen ou fort, soit 79 %, à comparer aux 17 % au niveau départemental et 54 % au niveau national. Une cartographie de l'exposition du territoire national au retrait gonflement des sols argileux est disponible sur le site du BRGM,.
Concernant les mouvements de terrains, la commune a été reconnue en état de catastrophe naturelle au titre des dommages causés par la sécheresse en 2005 et 2012 et par des mouvements de terrain en 1999.

#### Risques technologiques
Le risque de transport de matières dangereuses sur la commune est lié à sa traversée par une ou des infrastructures routières ou ferroviaires importantes ou la présence d'une canalisation de transport d'hydrocarbures. Un accident se produisant sur de telles infrastructures est susceptible d’avoir des effets graves sur les biens, les personnes ou l'environnement, selon la nature du matériau transporté. Des dispositions d’urbanisme peuvent être préconisées en conséquence.

## Toponymie
Le nom de la localité est attesté sous les formes Hastynggues en 1370 ; Fastingues en 1461.
Il s'agit d'une formation toponymique tardive en hommage à John Hastings, sénéchal de Gascogne, constructeur de la bastide à cet endroit en 1304,. Ce dernier tire lui même son nom du lieu éponyme Hastings (Angleterre, Sussex de l'Est) aux environs duquel Guillaume le Conquérant vainquit l'armée anglo-saxonne commandée par Harold Godwinson. Hastings en Angleterre est mentionné pour la première fois sous la forme Hastingas au VIIIe siècle et une variante possible du toponyme est mentionnée Hæstingaceaster (chronique anglo-saxonne). Il s'agit d'un nom de tribu ou du moins de famille élargie, les Hæstingas « les gens, les fidèles d'Hæsta », attesté dans Hestingorum gens en 771 (Siméon de Durham),.
Remarque : la forme relevée en 1461 résulte d'une francisation fallacieuse, en effet, le F- / f- initial s'amuït en gascon, comme en castillan (ex. : hilha « fille »). Ce nom n'a aucun rapport avec le nom de personne norrois rendu par Hasting dans les écrits historiques tardifs sur la base de la latinisation Hastingus de l'anthroponyme vieux norrois Hástæinn / Hásteinn.
Son nom occitan gascon est Hastings.

## Histoire
Le 21 février 1289, l'abbaye d'Arthous, protectrice du chemin de Compostelle, cède par un contrat de paréage une partie de son territoire au roi Édouard Ier d'Angleterre, duc d’Aquitaine, permettant à ce dernier d'édifier une ville nouvelle fortifiée ou bastide, destinée à conforter la position anglaise dans le sud de l'Aquitaine.
Dans ce secteur des marches de son duché, le monarque est en conflit constant avec les Basques, les Béarnais et les Capétiens du royaume de France. Par l'établissement de cette ville fortifiée, il veut tout à la fois affermir son pouvoir et renforcer la sécurité de ses sujets.
Le traité est donc signé au nom d'Édouard Ier par John Hastings, sénéchal de Gascogne, avec les moines de l'abbaye d'Arthous. Il prévoit la fondation d'une bastide sur l'emplacement d'un ancien oppidum romain. Une muraille en pierre, commencée dès 1289, n'est jamais finalisée et subira de nombreux dommages. Les premiers travaux d'aménagement de la cité ont lieu entre 1303 et 1306. En 1304 débutent les travaux de construction de l'église Saint-Sauveur. Cette même année, 44 familles se voient attribuer un emplacement de 74 × 12 m. Elles doivent y construire dans les deux ans qui suivent une maison de 30 × 12 m avec pignon sur rue et y aménager un four et un jardin. Entre chaque maison, un espace appelé « androne » facilite la construction, permet la récupération des eaux de pluie et limite la propagation des incendies. Hors des murs, chaque homme dispose de six « journades » à défricher et cultiver (une « journade » correspondant à la surface labourable par un homme en une journée, soit 40 ares). La porte de la ville est érigée dans les années 1307-1310.
Alors que le système féodal a cours à l'époque de la fondation de la ville, les habitants de Hastingues, comme ceux des autres bastides du sud-ouest de la France, ont le statut d'hommes libres, administrés par six jurats placés sous l'autorité d'un bailli, qui se réunissent à partir du XVe siècle dans la maison des Jurats. En 1321, les privilèges de la cité sont confirmés par le souverain Édouard II d'Angleterre. Elle jouit alors d'un marché hebdomadaire et de deux foires annuelles. On y bat monnaie sous contrôle des jurats pendant l'occupation anglaise. Les biens, la sécurité, la justice et l'organisation du commerce sont régis pas une charte de 1326. En 1342, le roi-duc donne l'autorisation d'exploiter un port fluvial sur les Gaves réunis.
En raison de sa situation et du commerce actif de son port, la bastide de Hastingues est convoitée et subit pillages, incendies, destructions partielles par la cité voisine de Bayonne. À l'issue de la guerre de Cent Ans, le remplacement des Anglais par les ducs de Gramont n'y change rien : la ville est brûlée en 1523 par les troupes espagnoles du  prince d'Orange. Les maisons sont alors reconstruites en pierre. Plus tard, la ville est à nouveau incendiée, par les troupes huguenotes de Montgommery, qui auraient détruit une partie de l'enceinte. De 1600 à la révocation de l'édit de Nantes en 1685, un temple protestant côtoie l'église catholique (le premier lieu du culte réformé est sans doute la maison Magendie). Les derniers privilèges de la cité disparaissent au moment de la Révolution française.
De l'époque de sa fondation, le site a conservé son plan général, un vestige de fossé, ses fortifications, sa porte sud-ouest inscrite dans une grosse tour rectangulaire qui donne accès à la rue principale, bordée par de grandes maisons de caractère : cette porte en moyen appareil jusqu'aux archères, en moellons au deuxième niveau couronné par des consoles à triple ressaut en quart de rond, est marquée par un passage voûté en berceau brisé.

## Politique et administration
| Période                                  | Période  | Identité                         | Étiquette | Qualité                                                                     |
| ---------------------------------------- | -------- | -------------------------------- | --------- | --------------------------------------------------------------------------- |
| 1977                                     | 1989     | Jacques de Goislard de Monsabert | RPF       | Retraité                                                                    |
| 1989                                     | 2008     | Rémy Lacroix                     |           | Retraité SNCF                                                               |
| mai 2008                                 | 2020     | Pierre Ducarre                   | PS        | Agriculteur retraité Président de la communauté de communes du Pays d'Orthe |
| 2020                                     | En cours | Corine de Passos                 |           | Cadre de la fonction publique                                               |
| Les données manquantes sont à compléter. |          |                                  |           |                                                                             |

## Démographie
| 1793 | 1800 | 1806 | 1821 | 1831 | 1836 | 1841 | 1846 | 1851 |
| ---- | ---- | ---- | ---- | ---- | ---- | ---- | ---- | ---- |
| 900  | 846  | 850  | 850  | 901  | 915  | 942  | 910  | 914  |

| 1856 | 1861 | 1866 | 1872 | 1876 | 1881 | 1886 | 1891 | 1896 |
| ---- | ---- | ---- | ---- | ---- | ---- | ---- | ---- | ---- |
| 828  | 850  | 865  | 800  | 780  | 755  | 728  | 716  | 704  |

| 1901 | 1906 | 1911 | 1921 | 1926 | 1931 | 1936 | 1946 | 1954 |
| ---- | ---- | ---- | ---- | ---- | ---- | ---- | ---- | ---- |
| 690  | 709  | 656  | 541  | 509  | 444  | 442  | 441  | 445  |

| 1962 | 1968 | 1975 | 1982 | 1990 | 1999 | 2004 | 2006 | 2009 |
| ---- | ---- | ---- | ---- | ---- | ---- | ---- | ---- | ---- |
| 417  | 401  | 408  | 447  | 472  | 447  | 478  | 510  | 583  |

| 2014 | 2019 | 2022 | - | - | - | - | - | - |
| ---- | ---- | ---- | - | - | - | - | - | - |
| 575  | 592  | 606  | - | - | - | - | - | - |

## Économie
L'activité économique est centrée sur l'agriculture : production de maïs et de kiwis de l'Adour, élevage de bovins et de palmipèdes. La pêche traditionnelle dans les Gaves réunis concerne la pibale, le saumon et l'anguille.

## Lieux et monuments
- Abbaye d'Arthous (XIIe siècle), église classée monument historique le 24 septembre 1955, bâtiments conventuels le 24 septembre 1969[36]
- Porte de la ville de Hastingues (XIVe siècle), inscrite aux monuments historiques par arrêté du 13 juin 1941[37]
- Église Saint-Sauveur de Hastingues (XIVe siècle)
- Maison des Jurats (XVe et XVIe siècles), inscrite aux monuments historiques par arrêté du 29 juillet 2010[38]
- Maison du Sénéchal ou du Gouverneur, aussi appelée maison Laplante (XVe siècle ou début du XVIe siècle), inscrite au titre des monuments historiques par arrêté du 23 juin 1937[39]
- Maison Magendie (XVIe siècle)
- Château d'Estrac (XVIIIe siècle)

## Galerie

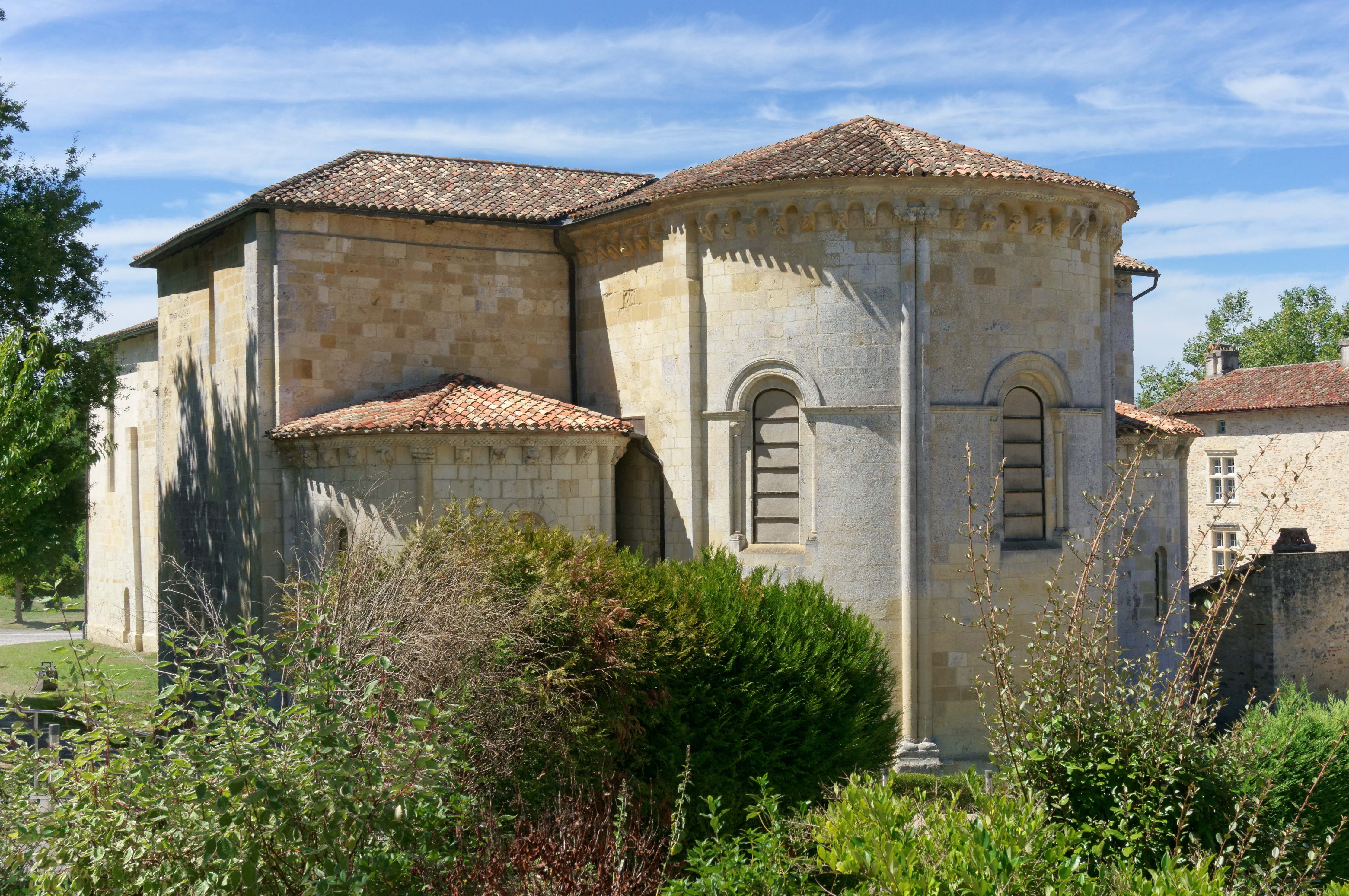
Abbaye d'Arthous.
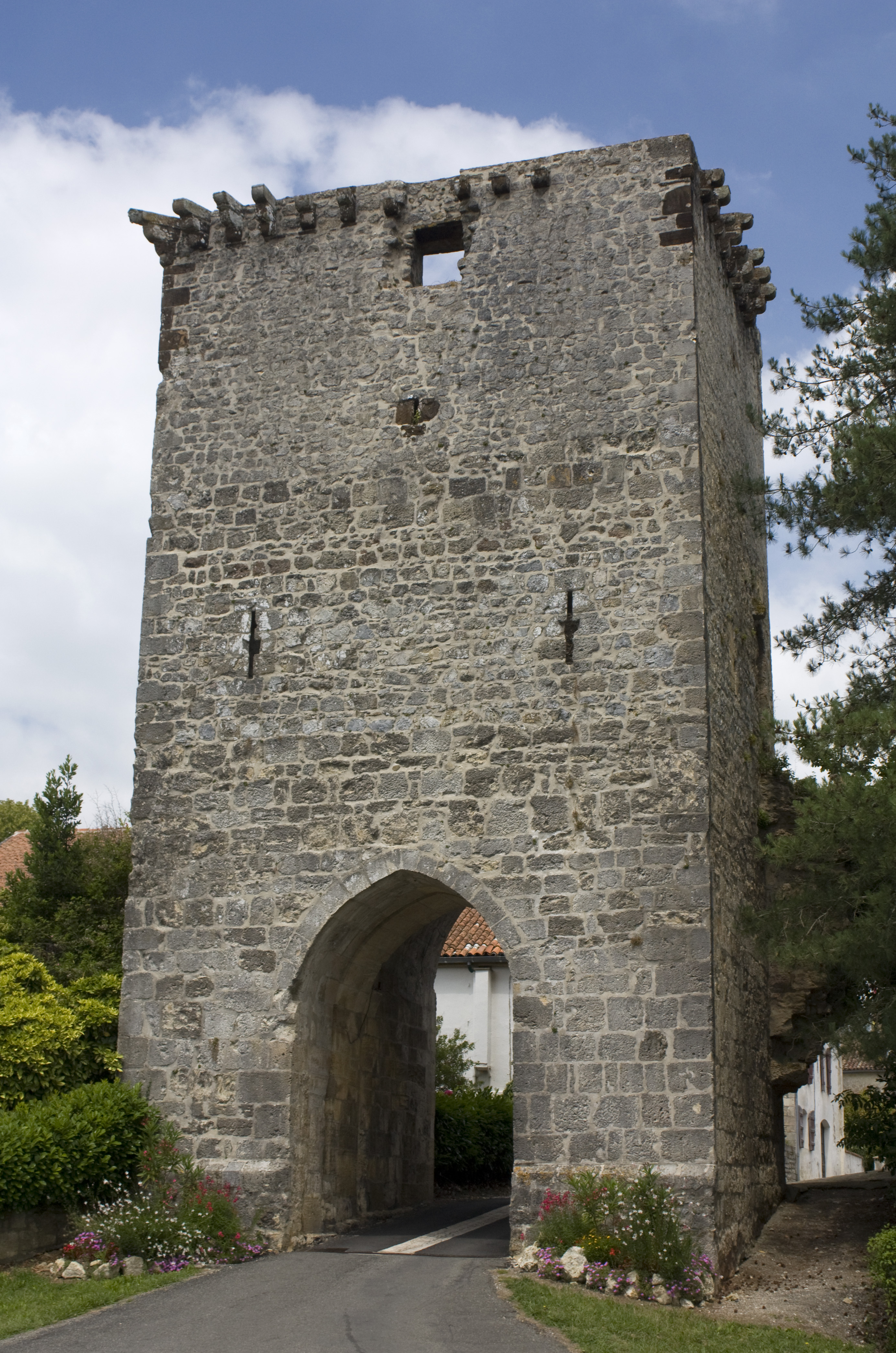
Porte sud.
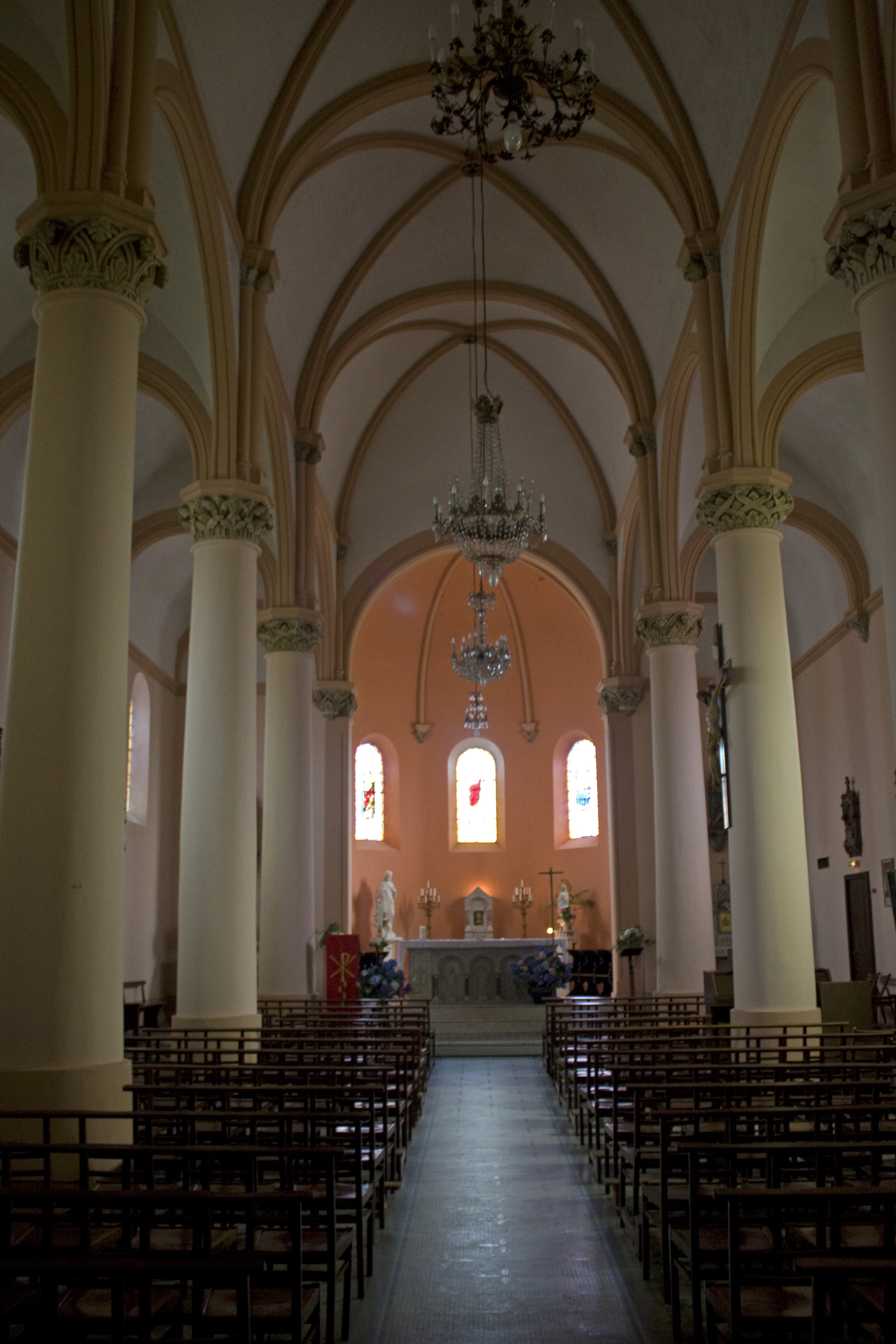
Église Saint-Sauveur.
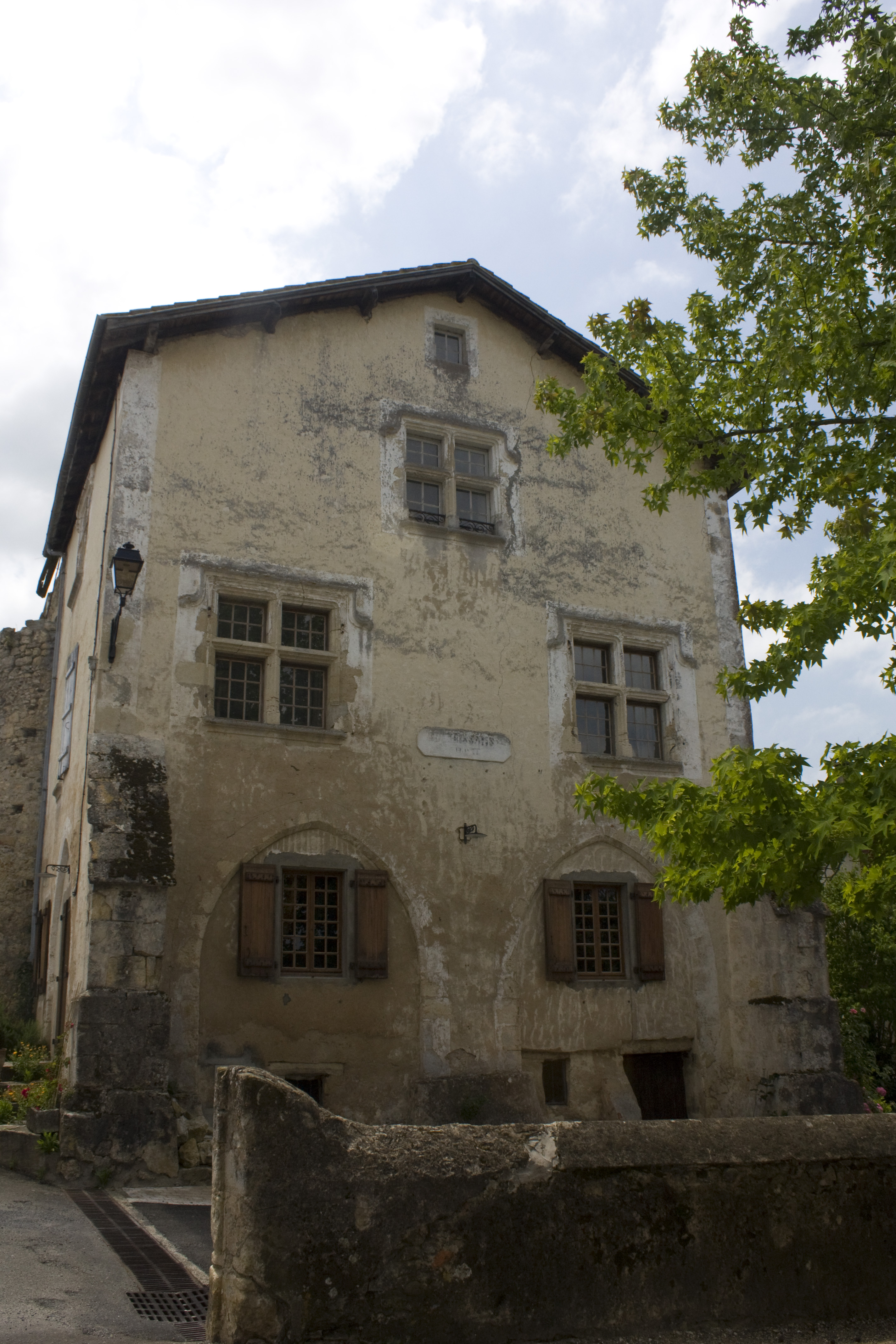
Maison des Jurats.
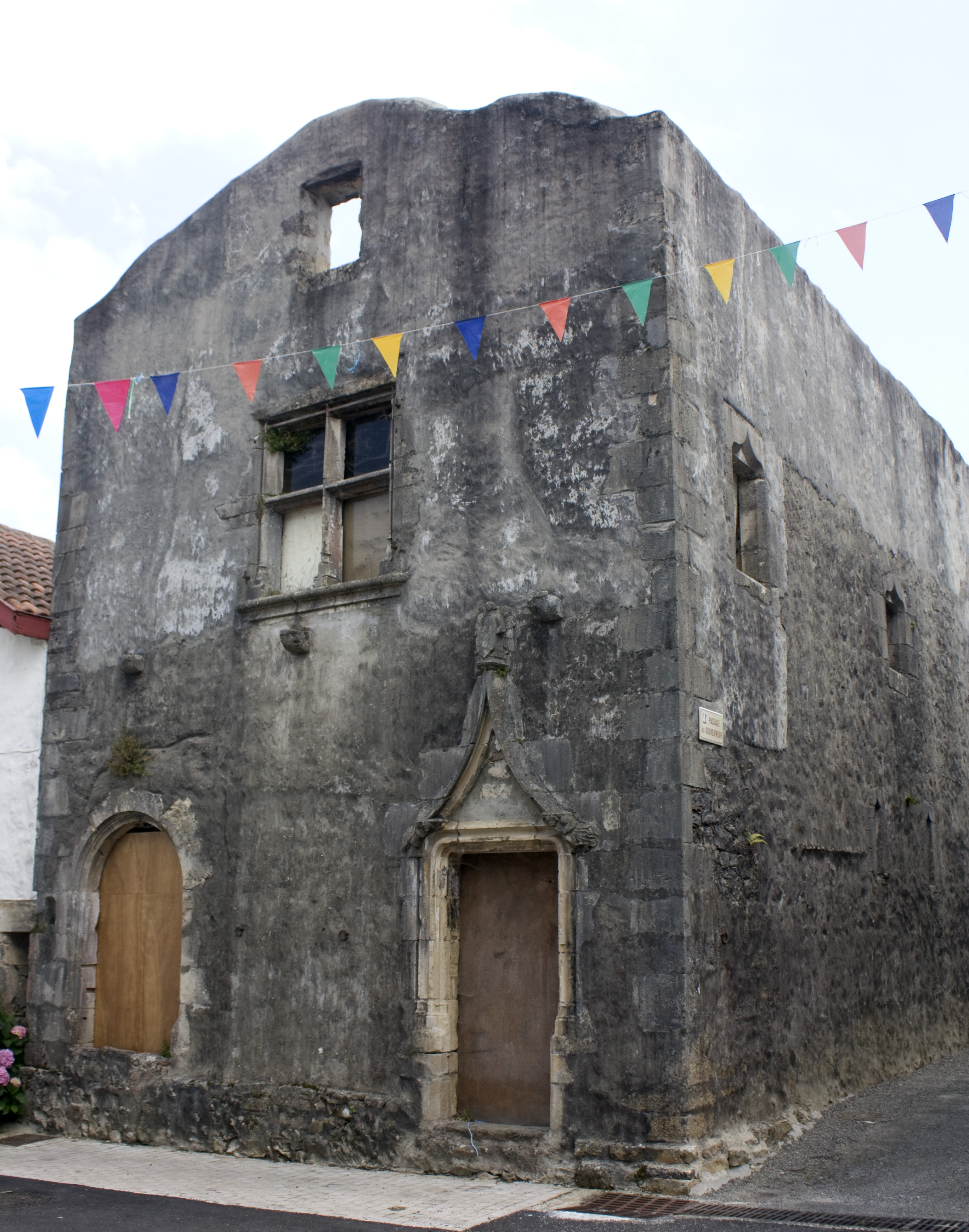
Maison du Sénéchal.
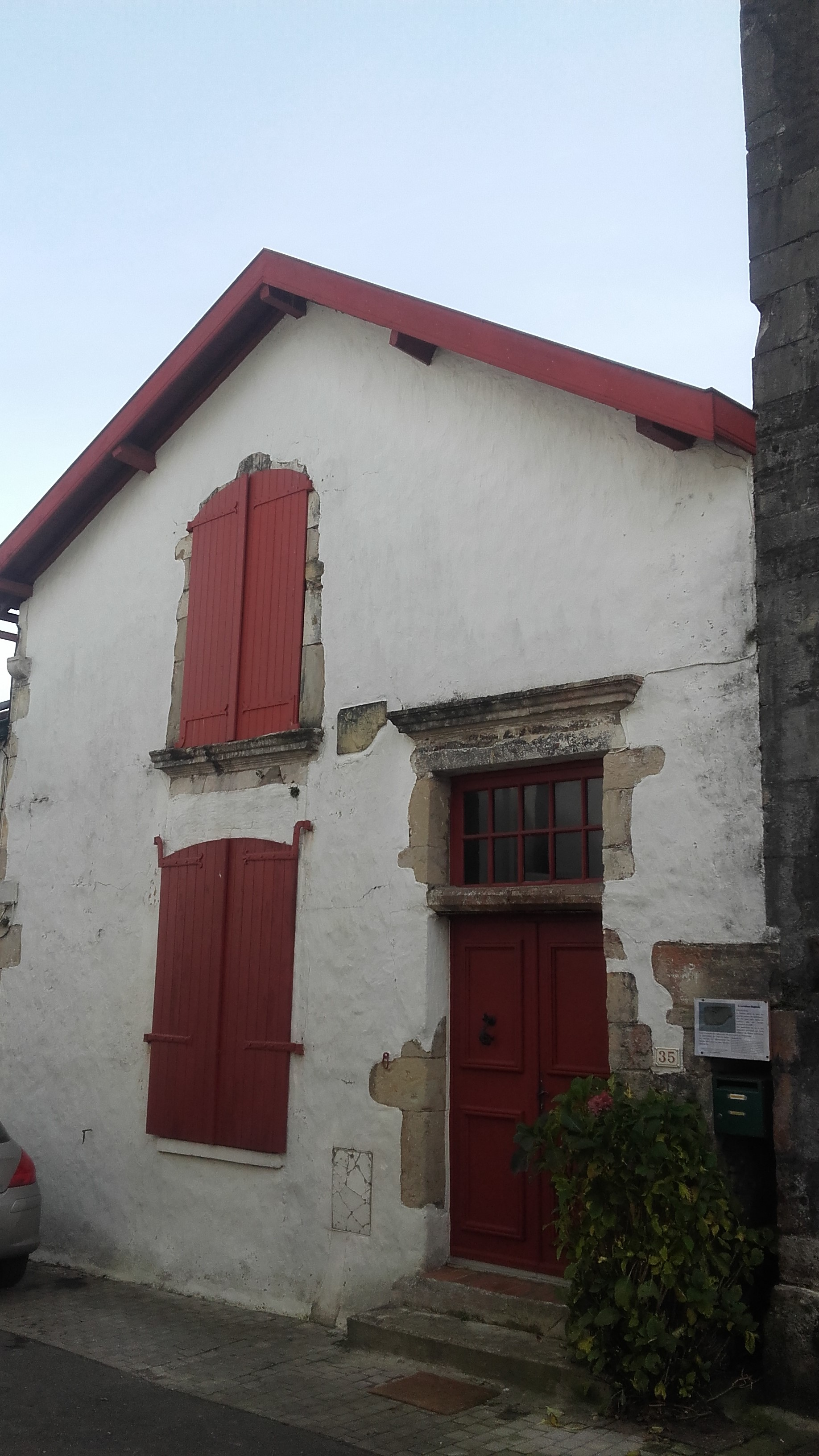
Maison Magendie.
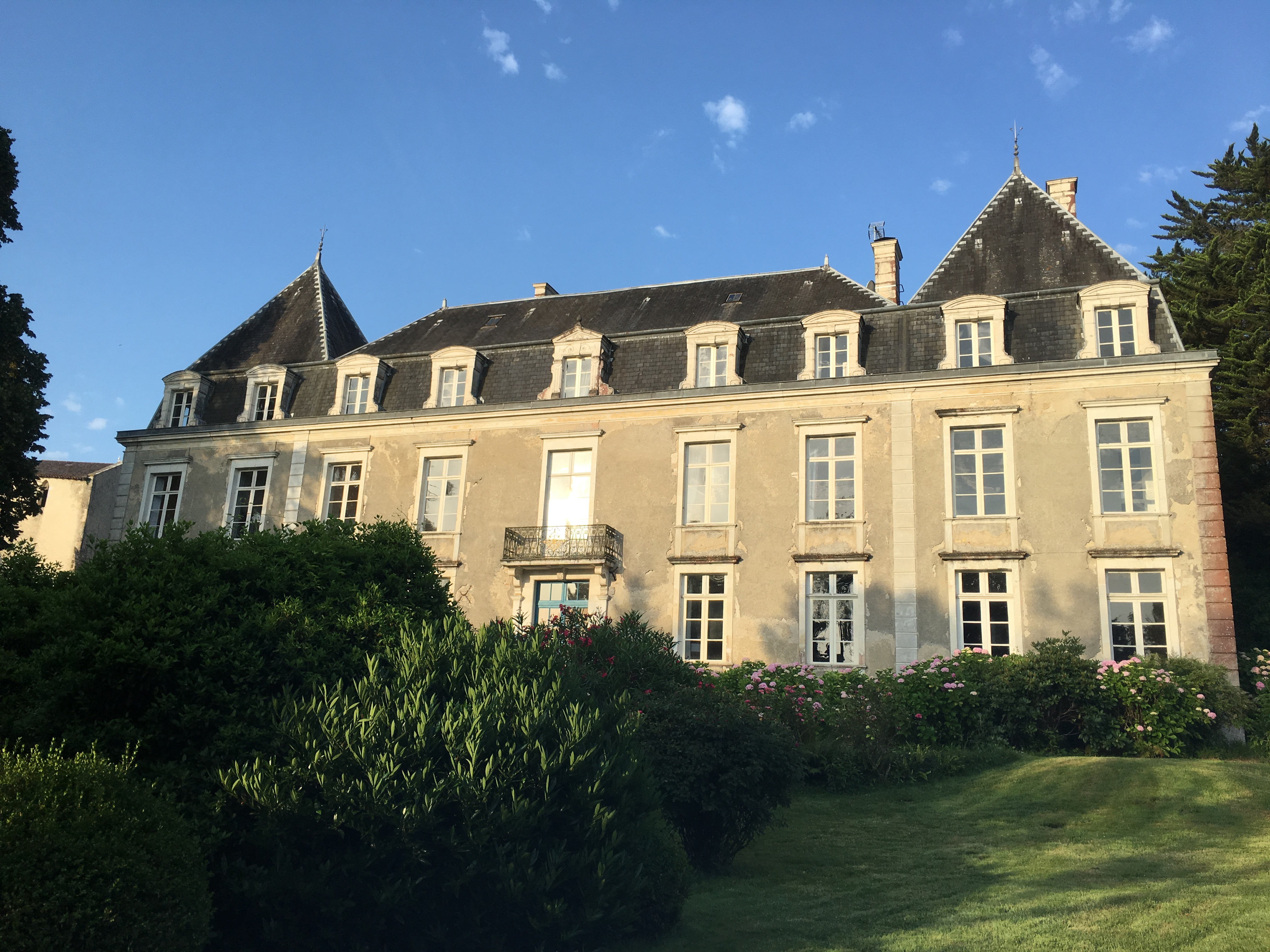
Château d'Estrac.

## Personnalités liées à la commune
- Joseph de Goislard de Monsabert
- Carcolh, créature légendaire propre à la ville de Hastingues
- Valentin Cambos, joueur international de pelote basque
- Robert Arambourou (1914-1989), professeur d’histoire-géographie, archéologue et préhistorien

## Événements
- Depuis 1999, tous les 14 juillet, festival de la Parade des 5 sens. Depuis 2015, la parade a lieu les 13 et 14 juillet.
- Lors des Journées européennes du Patrimoine, en septembre, les habitants bénévoles proposent une découverte historique et patrimoniale de la bastide, dans le cadre de saynètes théâtrales et en costume d'époque, appelée La Déambulation